# 전차 (타로)

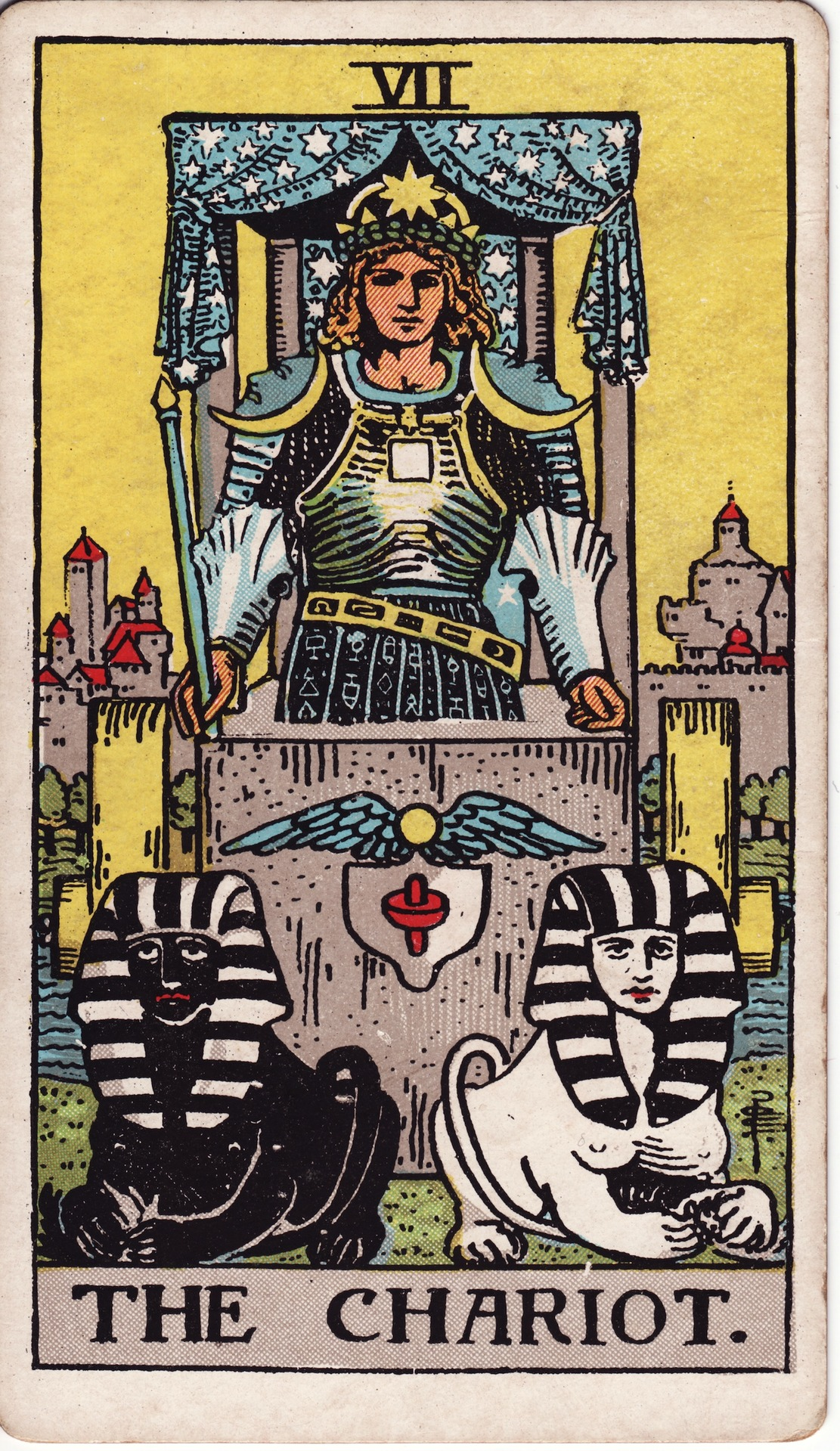
웨이트판의 전차

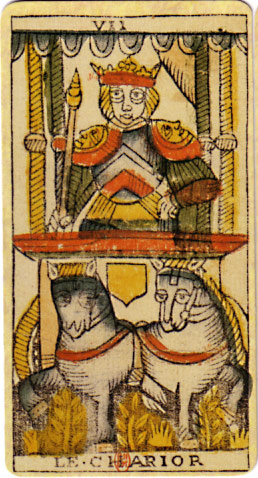
마르세유판의 전차

전차(戦車, 프랑스어: Le Chariot)는 타로의 메이저 아르카나에 속하는 카드의 1매다. 카드 번호는 '7'.

## 카드의 의미
정위치의 의미
승리, 정복, 지배, 장애물 극복, 방향 설정, 목표 추구, 원군, 의지력에 의한 성공, 적극성, 개척 정신, 독립·해방.
역위치의 의미
폭주, 부주의, 제멋대로 함, 실패, 독단성, 호전성, 방약무인, 초조해 함, 좌절.
아서 에드워드 웨이트의 타로 도해의 해설에서는 '원군·섭리·승리·복수'를 의미한다고 여겨진다.

## 카바라와의 관계
히브리 문자는 헤트(ח), 다만 복수의 이설이 있다. '황금의 새벽단'의 설에서는 비나에서 게브라로 연결되는 경로(변형적 역할을 강조하는 경로)를 상징한다.

## 점성술과의 관계
이하와 같은 제설이 있다.
- 별자리：쌍아궁설, 거해궁설[1], 천칭궁설, 인마궁설[2]
- 행성：태양설, 화성설

## 우의화의 해석
'황제' 등에 그려지는 권위적 인물상과 달리, 이 카드로는 이륜의 전차를 탄 젊은 왕의 모습이 그려진다. 일반적으로 이 젊은 왕은, 명확한 목적을 행동으로 옮기는 첫걸음을 내디딘 장면으로 해석을 하고 있다. 또 숫자의 '7'은 '운명'이나 '숙명', '변용'등과 크게 관련되는 숫자라 생각되고 있다. 즉 창세기에 기록되는 창조 행위는 7개(6개의 단계와 1개의 휴식)이며, 연금술에선 7개의 금속과 7개의 행성의 영향에 의한 7개의 변용의 단계가 있어, 주사위가 마주보는 면의 합은 모두 '7'이며, 오늘날 볼 수 있는 슬롯머신은 7 7 7이다.
마르세유판에 그려지는 '전차'에서는, 황금의 관과 갑옷에 몸을 싼 젊은이가 황금의 지팡이를 손에 넣어, 빨강과 파랑의 말을 기른 차바퀴 첨부의 대좌를 탄 구도로 그려져 있다. 또, 대좌에는 4개의 기둥이 장착되어 두상의 천개를 지지하고 있다.
기둥에 주목하면, 바깥의 2개는 빨강, 안쪽의 2개는 파랑에 칠해져 2마리의 말과 동색이다. 이 2마리의 말은, 자연계 모든 동물적 에너지의 긍정적 측면과 부정적 측면으로 이어지고, 신체적인 면(빨강)과 정신적인 면(파랑)을 상징하고 있다고 생각되고 있다. 이 때문에 4개의 기둥은, 인간의 내면의 여러 가지 측면이 하나의 '전차'에 장착되는 것으로, 어느 일정한 공통 목표를 향해 기능하기 시작한 것을 나타내고 있다.
하지만, 대좌에 장착된 차바퀴는 옆쪽이며, 이대로는 물리적으로 움직일 수 없다. 즉, 이 젊은 왕은 차바퀴에 대해서도, 바로 밑에 나는 초목이 밟아 꺾어지는 일도 신경쓰지 않고, 자신이 응시하는 목표 이외의 아무것도 의식하지 않는 미숙한 젊은이를 나타내고 있다. 게다가 이 '전차'에 고삐가 붙지 않은 것, 바퀴의 방향, 말과 대좌가 일체가 되고 있는 것 등으로부터, “지상을 달리기 위한 탈것은 아니다”라는 해석을 한다. 해석의 방향으로서 카드를 보는 사람의 정신 세계를 여행하기 위한 상징적 이미지로 하는 해석, 태양신 아폴론이 모는 전차나 구약 성서에 등장하는 불의 전차 등을 모티프로 한 해석등이 오른다.
웨이트판에선 전차를 당기는 말이 흰색과 검정색의 스핑크스로 변경되었다.

## 관련 문헌
- 사리 니컬스『융과 타로』ISBN 4-7835-1183-7
- C G 융『심리학과 연금술（1）』ISBN 4-4093-3007-1